# Bahira
Bahira (arabiska: بحيرى) var enligt kristen tradition en kristen syrisk munk som på ett kätterskt sätt inspirerade Muhammed. Han kallades även Sergius eller Nestorius. Enligt islamisk tradition var Bahira en syrisk kristen munk eller eremit som förutsett Muhammeds karriär som Guds profet.